# Compagnie des chemins de fer du Nord-Est
Ne doit pas être confondu avec Compagnie des chemins de fer secondaires du Nord-Est.
La Compagnie des chemins de fer du Nord-Est est une société anonyme créée en 1869 par l'entrepreneur belge Simon Philippart. Elle est absorbée en 1888 par la Compagnie des chemins de fer du Nord.

## Histoire
La loi du 22 mai 1869 concède à messieurs : le comte Anatole de Melun (ancien député du Nord), le comte Charles Werner de Mérode (ancien député du Nord), Louis Dupont (banquier à Douai et Valenciennes), Florimond de Coussemaker (propriétaire à Dunkerque), Isidore-David Portau (ancien préfet du Nord) et Benjamin Labarde (conseiller général de la Seine-Inférieure et maire de Folembray), 104 kilomètres à titre définitif et 191 km à titre éventuel.
La société anonyme des chemins de fer du Nord-Est est créée, par Simon Philippart, en mai 1869.
Elle passe le 17 décembre 1875 un accord avec la Compagnie des chemins de fer du Nord, qui prend en charge l'exploitation des lignes contre une rente annuelle. C'est en 1883 que ces lignes entrent dans le réseau de la compagnie du Nord.

## Réseau du Nord-Est
- Ligne de Lille à Comines
- Ligne de Tourcoing à Menin
- Ligne de Gravelines à Watten
- Ligne de Saint-Omer à Hesdigneul (Itinéraire Boulogne à Saint-Omer)
- Ligne de Saint-Omer à Berguette
- Ligne de Berguette à Armentières
- Ligne de Dunkerque à Calais
- Ligne de Somain à Roubaix et Tourcoing
- Ligne de Jeumont à Anor
- Ligne d'Anizy-Pinon à Chauny